# Star Stable Online
Star Stable Online je švédská online simulační hra pro více hráčů (MMORPG) vydaná v roce 2011. Jedná se o hru ve 3D světě na motivy jezdectví. V roce 2017 měla hra asi 12 milionů registrovaných hráčů, z nichž asi půl milionu hrálo pravidelně. Hra byla vyvinuta společností Pixel Tales a je vlastněna společností Star Stable Entertainment AB. Je k dispozici ve 12 jazycích. Hlavní cílovou skupinou hry jsou dospívající dívky. Každou středu v týdnu jsou pravidelné aktualizace zahrnující nejen grafické updaty, ale i úkoly hlavní i vedlejších dějovích linií, nová plemena koní, itemy (výstroj pro koně i jezdce) apod. Ve hře je momentálně okolo 300 modelů koní, jak reálných či smyšlených plemen.  

## Popis
Star Stable Online je zdarma do 5. levelu, pro zpřístupnění dalších úkolů a oblastí si musíte zakoupit členství pojmenované "Star rider". To lze zakoupit na určitou dobu či jednorázově jako lifetime membership. 
Ve Star Stable Online jsou 2 hlavní měny: Star coins(SC) a Jorvik shillings (JS).
Star Coins lze získat zakoupením prostřednictvím reálné měny či z kódů, které SSO Team vydává ke zvláštním příležitostem (výročí spuštění hry, Vánoce). Hráči, kteří mají zakoupené dlouhodobé členství pak 100 Star coins získávají pravidelně, jednou týdně. Za tyto si lze poté koupit koně a přenocování (lze využít v případě úkolů, které jsou rozděleny na více dní) a jsou alternativou při koupi vybavení či jiných itemů.
Jorvik shillings jsou základní měnou hry, hráč je získává plněním úkolů a účastí v závodech. Jorvik shillings poté slouží k nákupu itemů.

## Plemena
Ve Star Stable Online najdeme 40 plemen koní. Z velké většiny se jedná o reálná plemena koní a poníků, v menším množství pak o plemena smyšlená. Některá smyšlená plemena jsou tzv. Magičtí koně, kteří mají schopnost měnit svůj vzhled. 

### Koně
- Achaltekinský kůň
- American paint horse
- American quarter horse
- Anglický plnokrevník
- Andaluský kůň
- Appaloosa
- Arabský plnokrevník
- Ardenský kůň
- Clydesdalský kůň
- Dánský teplokrevník
- Fríský kůň
- Fríský sportovní kůň
- Hafling
- Hannoverský kůň
- Holandský teplokrevník (KWPN)
- Irský cob
- Islandský kůň
- Lipicán
- Lusitano
- Morab
- Morgan
- Mustang
- Fjordský kůň
- Oldenburský kůň
- Pintabian
- Francouzský jezdecký kůň (Selle Français)
- Severošvédský kůň
- Shirský kůň
- Trakénský kůň
- Vestfálský kůň
- Finský chladnokrevník
- Marwari
- Curly Horse
- Belgický Teplokrevník
- Paso fino
- Tennesseeský mimochodník

### Poníci
- Connemarský pony
- Chincoteague pony
- Velšský pony
- Gotlandský pony
- Dartmoorský pony

### Magická plemena
- Hvězdné plemeno
- Jorvický pony
- Jorvický teplokrevník
- Jorvický divoký kůň
- Supershire
- Zony